# Mistrzostwa Świata w Kajakarstwie Górskim 1961
7. Mistrzostwa świata w kajakarstwie górskim odbyły się w dniach 22–23 lipca 1961 we wschodnioniemieckim Hain. Zawodnicy rywalizowali ze sobą w ośmiu konkurencjach: pięciu indywidualnych i trzech drużynowych.

## Końcowa klasyfikacja medalowa
| Miejsce | Państwo        | Złoto | Srebro | Brąz | Razem |
| ------- | -------------- | ----- | ------ | ---- | ----- |
| 1       | NRD            | 5     | 4      | 3    | 12    |
| 2       | Czechosłowacja | 3     | 4      | 2    | 9     |
| 3       | Szwajcaria     | 0     | 0      | 2    | 2     |
| 4       | Polska         | 0     | 0      | 1    | 1     |

## Medaliści
| Konkurencja:           | Złoto: | Srebro: | Brąz: |
| C-1 mężczyzn           | Manfred Schubert                                                                                               | Bohuslav Pospíchal                                                                                                 | Ingo Kirsch                                                                                                 |
| C-1 drużynowo mężczyzn | Czechosłowacja · Tibor Sýkora · Jaroslav Pollert · Bohuslav Pospíchal                                          | NRD · Karl-Heinz Wozniak · Gert Kleinert · Manfred Schubert                                                        | Szwajcaria · Michel Weber · Jean-Claude Tochon · Heinz Grobat                                               |
| C-2 mężczyzn           | NRD · Günther Merkel · Manfred Merkel                                                                          | Czechosłowacja · Miroslav Stach · Zdeněk Valenta                                                                   | NRD · Dieter Friedrich · Horst Kleinert                                                                     |
| C-2 drużynowo mężczyzn | NRD · Gernot Bergmann i Horst Rosenhagen · Dieter Friedrich i Horst Kleinert · Günther Merkel i Manfred Merkel | Czechosłowacja · Zdeněk Baumruk i Josef Polák · Josef Hendrych i Vladimír Lánský · Miroslav Stach i Zdeněk Valenta | Szwajcaria · Charles Dussuet i Jean-Paul Rössinger · Jean Meichtry i Suchet · Jean Pessina i Robert Zürcher |
| K-1 mężczyzn           | Eberhard Gläser                                                                                                | Roland Hahhnebach                                                                                                  | Jiří Černý                                                                                                  |
| K-1 drużynowo mężczyzn | NRD · Horst Wängler · Eberhard Gläser · Roland Hahnebach                                                       | Czechosłowacja · Jaroslav Vyhlíd · Jiří Černý · Zdeněk Košťál                                                      | Polska · Eugeniusz Kapłaniak · Jan Niemiec · Władysław Piecyk                                               |
| C-2 konkurs mieszany   | Czechosłowacja · Vratislava Nováková · Karel Novák                                                             | NRD · Edith Nickel · Willi Landers                                                                                 | Czechosłowacja · Jarmila Pacherová · Václav Nič                                                             |
| K-1 kobiet             | Ludmila Veberová                                                                                               | Anneliese Bauer | Ute Strompel                                                                                                |